# Білоруська батальйонно-тактична група в Казахстані
Білоруська батальйонно-тактична група в Казахстані — підрозділ Збройних Сил Республіки Білорусь, які брали участь в операції ОДКБ в Казахстані. Основою для розгортання контингенту стала спеціалізована миротворча рота (підрозділ 103-ї бригади ПДВ), імовірно доповнена бійцями інших формувань.
Точна чисельність батальйонно-тактичної групи невідома. Називалися цифри у 200 і 500 військових.
Бійці взяли під охорону аеродром «Жетиген» та арсенал артилерійських боєприпасів у місті Капшагай. Роботу координували заступник командувача силами спеціальних операцій Сергій Андрєєв і командир батальйонно-тактичної групи Сергій Красовський, які разом з ротою перебували в Казахстані. Білоруські військові організували службу на блокпосту, патрулювання території в зонах відповідальності, огляд людей і техніки. Миротворці розміщувалися на території військової частини, де в інтересах підрозділу розв'язали всі питання тилового забезпечення. Було налагоджено взаємодію з казахстанськими силовиками та російським контингентом.
Участь у казахстанських подіях січня 2022 року білоруських військ викликала негативну реакцію громадськості, створила загрозу небезпечних наслідків та можливих жертв серед військових, проте операція завершилася швидко, і батальйонно-тактична група, отримавши унікальний досвід та виконавши поставлені завдання, повернулася на батьківщину.